# Vlag van Cher

Vlag van Cher

De vlag van Cher is de niet-officiële vlag van het Franse departement Cher. Net als de meeste andere departementen van Frankrijk heeft Cher geen officiële vlag, maar wordt de hier rechts afgebeelde vlag op niet-officiële wijze gebruikt. De vlag is afgeleid van het wapen van dit departement.
De vlag die luidt als volgt: Blauw, bezaaid met lelies van geel, een uitgeschulpte zoom van rood, met het midden een golvende dwarsbalk van wit.
Het ontwerp toont de oude vlag van Berry met een golvende dwarsbalk die de rivier de Cher symboliseert. De vlag is geïnspireerd op het ontwerp van het wapen dat in 1950 is voorgesteld door Robert Louis.

Vlag van Berry